# 950
| 950                |
| ------------------ |
| Dødsfald - Fødsler |
|                    |

| Gregoriansk kalender | 950 CML                 |
| Ab urbe condita      | 1703                    |
| Armensk kalender     | 399 ԹՎ ՅՂԹ              |
| Kinesiske kalender   | 3646 – 3647 己酉 – 庚戌 |
| Etiopisk kalender    | 942 – 943               |
| Jødisk kalender      | 4710 – 4711             |
| Hindukalendere       |                         |
| - Vikram Samvat      | 1005 – 1006             |
| - Shaka Samvat       | 872 – 873               |
| - Kali Yuga          | 4051 – 4052             |
| Iransk kalender      | 328 – 329               |
| Islamisk kalender    | 338 – 339               |

Se også 950 (tal)